# Saint-Antoine (Cantal)
Saint-Antoine é uma comuna francesa na região administrativa de Auvérnia-Ródano-Alpes, no departamento de Cantal. Estende-se por uma área de 7,11 km². Em 2010 a comuna tinha 100 habitantes (densidade: 14,1 hab./km²).